# Weligton
Weligton Robson Pena de Oliveira mais conhecido como Weligton (Fernandópolis, 26 de Agosto de 1979) é um ex-futebolista brasileiro.

## Carreira
Representou o Campinense nas temporadas 2000 e 2001, em 2002 saiu para o Paraná, e em 2003 voltou ao Campinense.
No início da temporada 2003/2004 foi contratado pelo FC Penafiel, então na Liga de Honra Portuguesa. Realiza 30 jogos e ajuda a subida do conjunto penafidelense.
Em 2004/2005, ano de estreia na 1ª Liga, realizou 29 jogos e ajudou a manter o clube duriense no primeiro escalão do futebol luso.
Em 2005/2006, disputou 31 jogos, mas ficou ligado a má época do FC Penafiel, que originou a descida a Liga de Honra.
No Verão de 2006, despede-se de Portugal. O Destino é a Suíça, mais propriamente o Grasshopper de Zurique. Em 30 jogos, apontou 1 golo.

### Malaga
No Verão de 2007, é emprestado aos espanhóis do Málaga. Foi utilizado em 38 jogos e foi um dos principais obreiros da subida daquele clube a 1ª Divisão Espanhola. No Verão de 2008, é contratado a título definitivo pelo Málaga.

## Títulos
Málaga
- Torneio da Costa do Sol: 2011 e 2012